# Euphorbia conferta
Euphorbia conferta är en törelväxtart som först beskrevs av John Kunkel Small, och fick sitt nu gällande namn av B.E.Sm.. Euphorbia conferta ingår i släktet törlar, och familjen törelväxter. Inga underarter finns listade i Catalogue of Life.